# ギジェルモ・マルティネス
ギジェルモ・マルティネス（Guillermo Martínez、1962年7月29日 - ）は、アルゼンチンの小説家、推理作家、数学者。アルゼンチンのバイアブランカ生まれ。ブエノスアイレス在住。2003年に発表した長編小説『オックスフォード連続殺人』は日本語を含む35の言語に翻訳されている。

## 略歴
1984年、スール大学（es:Universidad Nacional del Sur）数学科卒業。その後、数理論理学の博士号を取得し、国家科学技術研究会議（es:Consejo Nacional de Investigaciones Científicas y Técnicas）の奨学生としてオックスフォードに2年間留学した。
1989年、短編集『巨大な地獄』（Infierno grande）を刊行。1993年には、初の長編小説『ロデレールについて』（Acerca de Roderer）を刊行。2003年に刊行した長編小説『見えざる犯罪』（Crímenes imperceptibles、日本刊行時のタイトル：オックスフォード連続殺人）はアルゼンチン・プラネタ賞を受賞し、日本語を含む35の言語に翻訳されている。またこの作品は2008年にはスペインの映画監督アレックス・デ・ラ・イグレシアにより『オックスフォード連続殺人』（スペイン語：Los crímenes de Oxford、英語：The Oxford Murders）のタイトルで映画化された。
日本では小説『オックスフォード連続殺人』は、『2007本格ミステリ・ベスト10』（2006年12月、原書房）の海外本格ミステリ・ランキングで4位となった。

## 日本語訳作品
- オックスフォード連続殺人 （訳：和泉圭亮、2006年1月、扶桑社、ISBN 9784594050863）（Crímenes imperceptibles (2003)）
- ルシアナ・Bの緩慢なる死 （訳：和泉圭亮、2009年6月、扶桑社、ISBN 9784594059767）（La muerte lenta de Luciana B. (2007)）

## 著作リスト
アルゼンチンで刊行、スペイン語。

### 長編小説
- Acerca de Roderer (1993)（ロデレールについて）
- La mujer del maestro (1998)
- Crímenes imperceptibles (2003)（見えざる犯罪（オックスフォード連続殺人））
- La muerte lenta de Luciana B. (2007) （ルシアナ・Bの緩慢なる死）

### 短編集
- Infierno grande (1989)（巨大な地獄） - 表題作は1988年、芸術財団賞一等賞

### その他
- Borges y la matemática (2003) （ボルヘスと数学） - 文芸批評
- La fórmula de la inmortalidad (2005) （不死の公式） - 文芸批評
- Gödel (para todos) (2009) （ゲーデル (for all)） - ゲーデルの不完全性定理の解説書